# Pierre-André Taguieff
Pierre-André Taguieff (Parijs, 4 augustus 1946) is een Frans politiek filosoof en socioloog. Hij studeerde filosofie en taalkunde aan de Université de Nanterre in Parijs.